# Undecided (пісня)
«Undecided» — пісня у стилі поп, написана Сідом Роббінсом та Чарлі Шейверсом та випущена у 1938 році.
Перший запис був зроблений Джоном Кірбі та The Onyx Club Boys 28 жовтня 1938 року і випущений лейблом Decca Records під № 2216у муз-каталозі, та піснею «From A Flat to C» на іншому боці платівки.
Цю пісню також записав 17 лютого, 1938 року Чик Вебб та його оркестр з Еллою Фіцджеральд як виконавицею вокалу, також лейблом Decca Records під номером 2323 у каталозі та з піснею «In the Groove at the Grove» на іншому боці платівки.
Найпопулярніша версія була записана Братами Еймсами з оркестром Леса Брауна 25 липня 1951 року та випущена лейблом Coral Records під № 60566 у каталозі, з піснею «Sentimental Journey» на протилежному боці платівки. Уперше пісня увійшла у чарт Billboard magazine 28 вересня 1951 року і протрималася у ньому 20 тижнів, досягнувши найвищої 6-ї сходинки.